# David Silver
David Silver is een personage uit de televisieserie Beverly Hills, 90210, gespeeld door acteur Brian Austin Green. Het personage speelde in alle seizoenen van de serie mee.

## Beschrijving
David is een kind van zojuist gescheiden ouders. Hij woont om en om bij zijn vader en moeder, waardoor hij het gevoel krijgt geen echt thuis meer te hebben.
In de serie begint David in het laagste schooljaar. Voor hem is dat geen prettige plek: hij wil het liefst rondhangen met de ouderejaars en dan vooral met de populaire groep rondom Brandon en Brenda Walsh, Donna Martin en Kelly Taylor. Hij heeft een oogje op Kelly, maar hij maakt geen enkele kans bij haar: Kelly doet alsof David niet bestaat. Verder is David bevriend met de impopulaire Scott Scanlon.
David ziet zichzelf als rapper. Op school wordt hij bij het radiostation aangenomen als DJ.
In het tweede seizoen van de serie trouwt Davids vader met de moeder van Kelly. Voor David is dit een kans om opgenomen te worden in de populaire vriendengroep. Dit gaat echter wel ten koste van zijn vriendschap met Scott: hij laat Scott vallen en de twee groeien uit elkaar. Hij weet nog wel de populairste leerlingen te regelen voor het 16e verjaardagsfeest van Scott, maar het feestje eindigt in een drama als Scott per ongeluk zichzelf doodschiet.
David is een aardige, maar onzekere jongen met onvolwassen trekjes die graag bij de juiste groep wil horen. Hij is ook enige tijd verslaafd aan crystal meth.
Gedurende de serie heeft hij vooral een relatie met Donna. Voor David speelt seks een belangrijke rol, terwijl Donna wil wachten tot het huwelijk. Dit zorgt voor spanning tussen de twee, waarbij David haar enkele malen onder druk probeert te zetten. Ondanks dat de relatie een aantal keer wordt verbroken, treden ze op het eind van de serie met elkaar in het huwelijk.